# EIF2A
EIF2α (subunitat alfa del factor d'iniciació de la traducció eucariota 2) és una proteïna clau en la regulació de la síntesi de proteïnes en cèl·lules eucariotes. Forma part del complex eIF2, que facilita la unió del tRNA iniciador al ribosoma durant l'inici de la traducció. La fosforilació de eIF2α en la serina 51 per diverses quinases en resposta a estrès cel·lular, provoca que eIF2a fosforilat s’uneix més fortament a una part reguladora de eIF2β (que ajuda a intercanviar GDP per GTP), de manera que no es fa l’intercanvi a GTP, es forma el complex eIF2-GDP i es redueix la formació de eIF2-GTP, com a conseqüència també hi ha una reducció de la formació del complex ternari (format per la unió de eIF2, tRNA i GTP) que dona lloc a una disminució de la traducció global, activant alhora la traducció selectiva de gens com ATF4. 